# Turistická značená trasa 6641
 Turistická značená trasa 6641 je 2 km dlouhá žlutě značená turistická trasa Klubu českých turistů spojující Žebnice s Roudskou mýtí.

## Průběh trasy
Turistická trasa začíná na křižovatce silnic z Plas a Horního Hradiště uprostřed obce Žebnice. Po 150 metrech se odpojuje od modře značené turistické trasy č. 1403 a cyklostezky Baroko I. Dále prochází kolem zemědělského areálu proti proudu Žebnického potoka až ke křížku a rybníku. Za rybníkem trasa vstupuje do lesa, kde po 750 metrech se setkává s cyklostezkou Baroko I, červeně značenou turistickou trasou č. 0205 a lesní cestou vedoucí k silnici I/27 a naučné stezce Stará cesta.